# Habbah
Abraham Habbah, dit Habbah est un plasticien sculpteur né à Bagdad en 1927 et mort à Paris en 1998. Il crée tout d'abord ses œuvres en cuivre pour l'essentiel puis, à partir de 1964, il commence à réaliser des sculptures à base de fourchettes et de cuillères qui deviendront son matériau de prédilection.

## Biographie

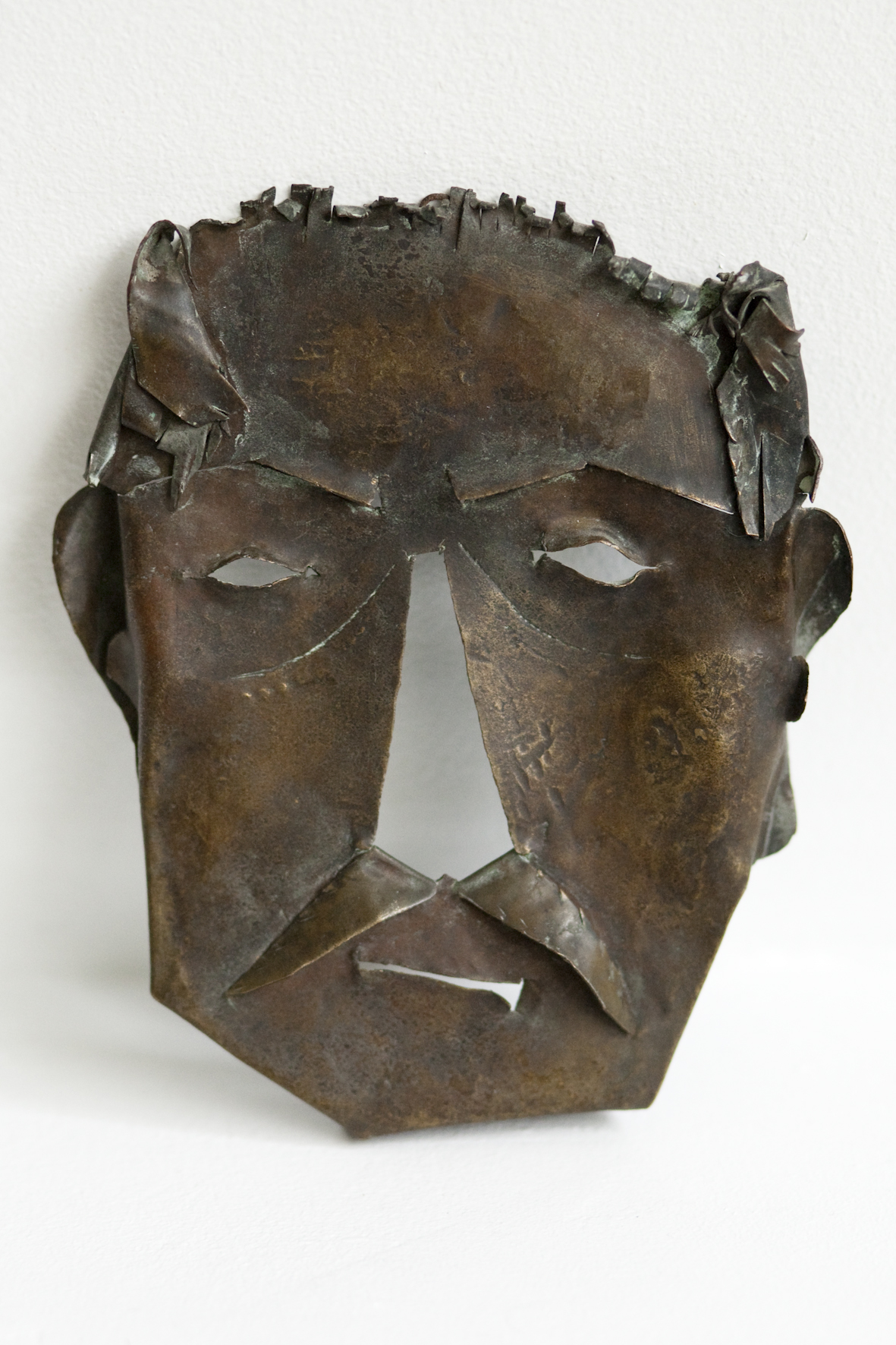
Autoportrait, Abraham Habbah, ca. 1958, Collection particulière, (Photo Jacques Habbah)

Abraham Habbah est né à Bagdad en 1927 dans une famille juive. Enfant, aux dires de sa sœur Rachel, il « passait ses journées dans sa chambre à dessiner », et à la fin des années 1940, à la fin de son adolescence, il peignait et créait ses premières sculptures en cuivre, « des objets à partir de boites en métal ou de petits morceaux de cuivre […] il pliait, tordait, faisait un nez, un œil. Il en avait fait beaucoup et les rangeait dans une grosse malle. Cette malle en était pleine ».
En 1950, après avoir obtenu le diplôme de l'Institut des Beaux-Arts de Bagdad, il quitte l'Irak, se rend d'abord à Téhéran, puis rejoint Israël et s'installe à Jérusalem. C'est alors qu'il va renoncer définitivement à la peinture (sans abandonner le dessin) pour se consacrer à la sculpture, avec pour matériau favori le cuivre rouge qu'il coupe, plie et martèle.
Début 1954, il expose au Musée Bezalel à Jérusalem puis, doté d'une bourse, il part pour l'Italie et séjourne pendant près de huit mois à Florence, tout en visitant d'autres villes de la péninsule. C'est là qu'Il découvre Masaccio, Giotto, Donatello... et les Portes de bronze du Baptistère exécutées par Lorenzo Ghiberti qui ne manqueront pas d'exalter son « amour du détail, des petites choses ». À l'automne 1954, il participe à la Xème Triennale de Milan.
Habbah arrive à Paris en 1955 et va s'y installer définitivement. Il expose d'abord ses cuivres dans la galerie du Haut-Pavé qui le met en 1956 en contact avec la galeriste Iris Clert, qui jouera un rôle considérable pour lui, et avec qui il commence une longue collaboration. Elle exposera ses œuvres dans sa galerie de la rue des Beaux-Arts et plus tard dans sa nouvelle galerie du Faubourg Saint-Honoré. Elle aimait l'appeler le sculpteur de Bagdad. Il travaillera également de 1958 à 1961 avec le galeriste-restaurateur Camille Renault qui mettra à sa disposition un espace pour travailler à Broué (Eure-et-Loir), jusqu'à ce qu'il trouve son atelier à Ménilmontant qu'il ne quittera plus.
En 1960, Habbah participe à l'exposition Art israélien contemporain au Musée national d'Art moderne de Paris. En 1962, Il expose dans la galerie du Haut-Pavé qui accueille un grand nombre de jeunes artistes et participe au Salon de la Jeune Sculpture à Paris. À partir de 1961, Habbah prend part à de nombreuses manifestations organisées par la galeriste Iris Clert, souvent avec les Nouveaux Réalistes, notamment à la Piccola Biennale au Palazzo Papadopoli à Venise (1962), à la Grande Quinzaine Fiscale à Paris (1963), à la Biennale Flottante à Venise (1964), à une exposition de groupe aux U.S.A. pendant la Quinzaine Française (1966)… Il se lie alors d'amitié avec Raymond Hains, René Brô, Roy Adzak et d'autres artistes, mais il ne fera partie d'aucun groupe ni d'aucun courant. Longtemps, Habbah réalise ses œuvres en utilisant essentiellement le cuivre. En 1964 il découvre aux marchés aux Puces de Clignancourt, de Montreuil et de Vanves, de vieux couverts, de vieilles cuillères et fourchettes, qu'il détourne de leur fonction quotidienne : c'est désormais son nouveau matériau de prédilection et un nouveau langage.

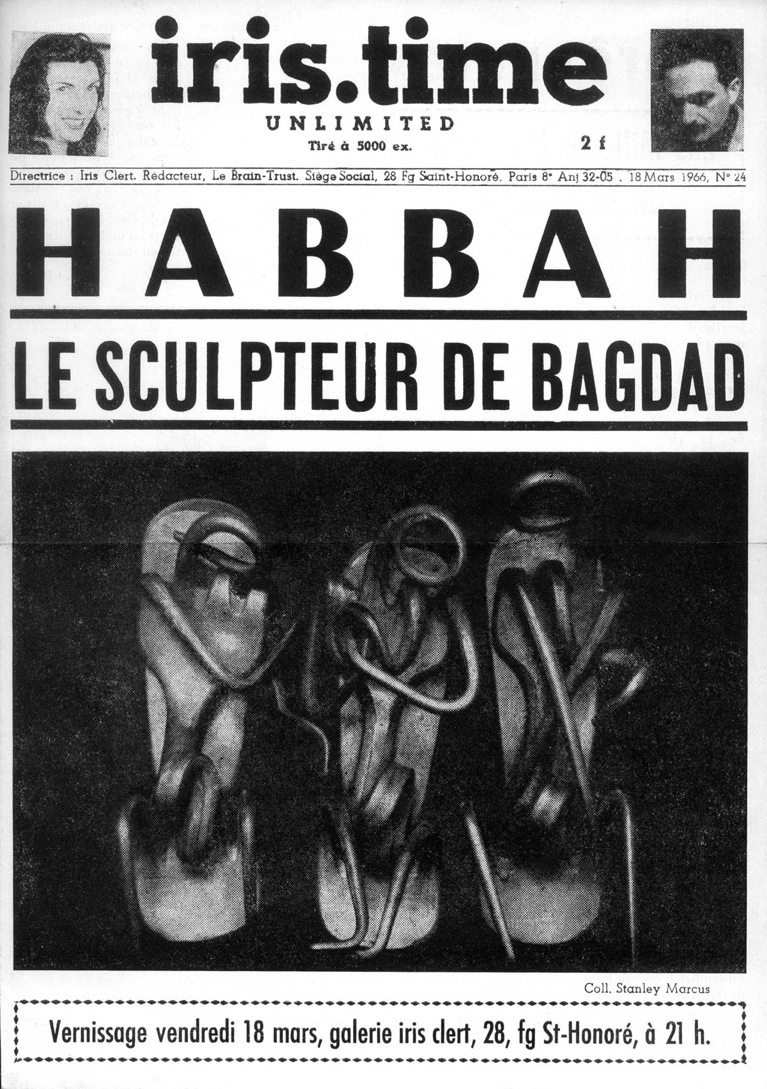
Iris Time no 24, 1966

 En mars 1966, Habbah bénéficie alors d'une grande exposition personnelle dans la galerie d'Iris Clert : Habbah, le sculpteur de Bagdad, qui donne lieu au numéro 24 de la revue de la galerie Iris Time Unlimited, avec des textes de Claude Rivière et de Brô.

À partir de 1968, toujours en collaboration avec Iris Clert, ses sculptures sont présentées à Bruxelles ainsi qu'à Milan chez Arturo Schwarz et Renato Cardazzo. Puis, en 1970, Habbah voyage en Turquie et séjourne en Iran pendant trois mois, où, à Téhéran, les galeries Negar et Ouaida exposent ses œuvres. L'argentier Christofle lui organise une exposition de prestige en 1972 : Découverte des couverts, et l'exposera ensuite en 1973 lors d'une exposition itinérante avec d'autres artistes au Palazzo Grassi à Venise. Durant les années 1960, 70 et 80, il passe tous les ans plusieurs mois en Italie où il travaille à Venise avec le soutien du poète et critique d'art Berto Morucchio. En 1984, il part pour quatre mois à New-York, où ses travaux sont présentés dans deux galeries. En 1986, la galerie 1900-2000 l'expose pendant un jour à la FIAC de Paris. Cette même année, Iris Clert meurt à Cannes; Habbah participe alors, avec tous les artistes de la galeriste, à l’exposition consacrée à sa mémoire à l’Acropolis de Nice.  En 1990, il est exposé à la galerie Lara Vincy, et en 1996 a lieu la dernière exposition de ses œuvres de son vivant à la galerie Voutât à Vandœuvres, Genève.
Habbah meurt à Paris en 1998. Le Passage de Retz lui consacrera une rétrospective en 2004 : Habbah, Le grand Maître des petites Figures.

## Expositions

### Expositions collectives
1954   Triennale de Milan.
1960   « Art israélien contemporain » au musée d'art moderne de la ville de Paris.
1961   15 mai, Inauguration de la nouvelle galerie d'Iris Clert, 28 faubourg Saint-Honoré. 41 portraits d'Iris Clert, par : Karel Appel, Arman, Enrico Baj, Frédéric Benrath, Brion, Brô, Gaston Chaissac, Copley, Courtens, Duvilliers, Yolande Fièvre, Foldès, Lucio Fontana, Geissler, Getz, Leon Golub, Habbah, Philippe Hiquily, Man Ray, Roberto Matta…
1962   « Piccola Biennale » au Palazzo Papadopoli à Venise, Galerie Iris Clert.
1963   « La Grande Quinzaine Fiscale », Galerie Iris Clert, Paris.
1964   « La Biennale Flottante » à Venise, Galerie Iris Clert .
1965   « Iris Clert présente les Néo-Individualistes », Galerie Defacqz, Bruxelles.
1966   « The Object Transformed », exposition collective au Museum of Modern Art de New York du 28 juin au 21 août 1966 (avec Meret Oppenheim, Janet Cooper, Karen Karnes, Robert Rauschenberg, Man Ray, Jasper Johns, Olen Orr, Michelangelo Pistoletto…).
1966   Bijoux de sculpteurs et peintres au musée Boijmans Van Beuningen de Rotterdam et au Hessisches Landes-museum de Darmstadt.
1966   « Iris, cent ans de futur 1956-1966 », galerie Buren, Stockholm (avec Lucio Fontana, Yves Klein, Paul Van Hoeydonck, Takis, Kriecke).
1966   Quinzaine Française du 15 au 29 octobre 1966 chez Neiman-Marcus à Dallas (French Fortnight, Iris Clert in Texas with the mini-school of Paris). Avec Habbah, Roy Adzak, Karel Appel, Arman, Brô, César, Gaston Chaissac, Lucio Fontana, Raymond Hains, Yves Klein, Niki de Saint Phalle, Jesus Rafael Soto, Victor Vasarely…
1966   Gallery of Modern Art, à partir du 6 novembre 1966, Scottsdale (Arizona).
1966   3e Exposition internationale de sculpture contemporaine au Musée Rodin à Paris.
1968   Expositions d'Iris Clert à Bruxelles (galeries Carrefour et Defacqz).
1969   Exposition à la galerie Negar à Téhéran organisée par Iris Clert.
1972   « La table de Diane » organisé par la galerie Christofle à Paris.
1974   « Grandes femmes, petits formats » galerie Christofle à Paris.
1986   Expose un jour à la FIAC dans la galerie 1900-2000.
1986   « Hommage à Iris Clert », Acropolis, Nice.
1989   « Les Nourritures de l'art » à Evry.
1996   « À livre ouvert », Passage de Retz, Paris.
2017   « Micro Salon #7 », Galerie L'Inlassable, Paris.
2019  " Galeries du 20e siecle", Iris Clert, Centre Pompidou à Paris.
2022    Galerie Jousse-entreprise, avril-mai, Paris.
2022   " PAD Paris " une oeuvre exposée, Galerie Jousse-entreprise, Paris.

### Expositions personnelles
1954   Musée National Bezalel, Jérusalem, du 9 au 30 janvier 1954.
1962   Galerie du Haut-Pavé, Paris.
1966   Galerie Iris Clert, Paris : « Les Mille et Une Nuits: Habbah le sculpteur de Bagdad », vernissage 18 mars 1966.
1970   Galeries Negar et Ouaida, Téhéran.
1972   Galerie Christofle, Paris : « Découverte des couverts » du 5 au 28 juillet 1972.
1974   Galerie Lauter, Mannheim.
1974   Galleria d'arte moderna Giuliano Graziussi, Venise : « Métalmorphose ».
1977   Galleria Bolzicco Arte, Portogruaro, du 3 au 13 mai 1977.
1981   Galerie Nora, Jérusalem.
1990   Galerie Lara Vincy, Paris.
1996   Galerie Voutât, Vandœuvres, Genève.
2004   Passage de Retz, Paris : Exposition rétrospective « Habbah, Le grand Maître des petites Figures » du 3 avril au 9 mai 2004.
2018   Musée d'art d'Ashdod : « Habbah : Bagdad - Paris » du 21 avril au 1er octobre 2018.

## Collections publiques & privées
Des œuvres de Habbah se trouvent dans les collections du Centre national d’art et de culture Georges-Pompidou à Paris, du Fonds national d'art contemporain de Puteaux, au Musée d'Israël à Jérusalem, au Musée d'Art d'Ashdod, au Stedelijk Museum Amsterdam, au Museum of Modern Art et à la Art Gallery à Kykuit (John D. Rockefeller Estate) aux Etats-Unis, au Musée des Tiroirs de Herbert Distel et dans les collections du Zürich Kunsthaus, ainsi que chez plusieurs collectionneurs majeurs en France, Italie, Allemagne, Belgique et aux Etats-Unis.

## Extraits & citations
« Habbah livre des sculptures martelées, coupées, tronquées, il va vers un arrachement du matériau et se refuse le luxe d'affiner les formes, tant il est tendu vers son œuvre et non délivré. Rien n'arrête cet homme paisible qui n'a qu'une volonté, qu'un seul désir, réaliser des formes s'élevant dans l'espace avec rigueur. Ce qu'il exprime, c'est toute la cruauté de la vie, c'est la misère du Proche-Orient, c'est encore pour lui, la nécessité de livrer un message qui n'appartient qu'à lui. Ce matériau lui manque parfois, mais malgré tout il ne s'arrête pas et c'est comme si un démon le possédait. Habbah prend du chewing-gum, des cartons, du papier mâché, tout doit se plier devant ses mains sans cesse en mouvement. Il arrive donc à fixer diverses densités, mais il ne peut leur enlever la rudesse car chez lui tout est sauvage, tout est appel vers une dimension absolue qu'il nous fait connaître peu à peu. […]. Grand, les yeux perdus dans le rêve intérieur, Habbah ne s'interrompt jamais de penser, de matérialiser cette mélopée qu'est pour lui la sculpture. »

— Claude Rivière, Iris Time no 24, 18 mai 1966.

« Sculpteur, cet Israélien né en Irak travaillait le métal à grands coups de marteau. Il trouve maintenant son inspiration dans des couverts d'argent : il les tord, les imbrique, leur impose figure humaine. Des amis facétieux ont bien entendu dit de lui qu'il a un "bon coup de fourchette" et qu'il y va "avec le dos de la cuiller“ ! Nous dirons, plus modestement, qu'il a beaucoup de talent, aussi bien dans l'humour que dans le tragique. »

— Claude Brulé, Magazine Elle no 1059, 7 avril 1966.

« Anzitutto, della creazione di Habbah non sono le posate, ch'egli usa come materia, a costruirne la tipicità. Lo accamperemmo in una zona folk da cui subito evade la sua troppo colta intelligenza. Ch'egli compia la sua azione sull'asse paradigmatico, all'interno del suo patrimonio linguistico medio-orientale, è sua forza, perchè ne riscatta la possibilità sincronica entro modelli oggi universali, dove occidente e oriente confluiscono.
Come il racconto, che le sue figure rappresentano, non è quello di genere, che affiora nella denotazione. Sono le improvvise invenzioni, rapide e ferme, dove la durata della contemplazione è infinita, che si attraggono e che costituiscono una difficile connotazione. Per questo Habbah può senza sforzo, essere inserito nel Gotha degli scultori del nostro tempo. »

— Berto Morucchio, Venezia, 23 aprile 1977

« Il sait où il trouvera ça : un bout de métal le plus souvent en cuivre rouge, une fourchette, dans un tas de vieilles choses  - au marché aux puces, n’importe où. Son œil tombe sur quelque chose qui n’a l’air de rien. Un premier choix est fait : il le ramasse ou l’acquiert. Il a hâte de le ramener chez lui. (…) Je suis tenté de voir en lui, en ce grand maître de la petite figure, le dernier des artistes-artisans (dans le sens, sinon dans l’esprit, d’un Maître du Moyen Âge), mais aussi le dernier troubadour, plus précisément un Hakawati, ce merveilleux et mystérieux conteur qui, autrefois en Orient, errait de ville en village pour déballer sa marchandise. »

— Yona Fischer, Paris, 2004

« L’œuvre d’Abraham Habbah se lit dans le sillage de la métamorphose de l’objet. Si les sculptures objets de Abraham Habbah exercent un tel attrait, une grande part provient du fait qu’au-delà de l’apparente simplicité du procédé, elles mettent en jeu une polysémie qui en appelle à nombre d’interprétations de ces figures. La première sensation est de tenir en main, ou d’avoir en face de soi, un des objets les plus usuels et fréquents de la vie quotidienne, déclenchant un effet de surprise qui transforme l’utilisateur en regardeur, l’objet se trouvant soudain comme par un effet de magie transformé en figure.
De ces figures, il y aurait beaucoup à dire, à commencer par les circonstances biographiques, historiques et esthétiques durant lesquelles  elles surgissent, pour bien percevoir l’enjeu de l’œuvre de Habbah : son œuvre s’inscrit dans un moment historique fertile à Paris, dans le milieu d’émergence des meilleurs artistes des années soixante, chez la fameuse marchande et galeriste Iris Clert, qui révéla Klein ou Arman, et dans l’amitié de quelques nouveaux réalistes comme Raymond Hains. C’est dire combien la relation à l’objet y joue un rôle prépondérant, la prise en considération de l’objet existant, intact comme avant-guerre dans les photos de Man Ray, ou comme quand Villeglé récupère un simple fil de fer, comme Schwitters encore à Londres lors des bombardements à une époque où il s’est d’abord agi de montrer les objets, et de former l’œil à apprécier le simple objet le plus usuel en tant que digne d’attention. C’est certainement ce que fit Habbah : apprécier en orfèvre, en homme du détail et en artiste, les fourchettes et les cuillers. Creux de la cuiller, bec, dos, collet, manche. De la fourchette, les dents, la pointe, l’entredent, le fond d’yeux, le collet, le dos, le manche…  Ici l’on ne résistera guère à se souvenir des célèbres jeux verbaux de Marcel Duchamp et de l’un d’entre eux dans son recueil Rose Sélavy publié chez Guy Lévis-Mano en 1939, l’une de ces formules dont les figures d’Habbah semblent former un parfait prolongement visuel : « Du dos de la cuiller au cul de la douairière ». Non seulement le fonctionnement palindromique sonore recoupe la figuration strictement anagrammatique et palindromique de Habbah, mais le nom même de Habbah est un palindrome qui semble rejoué indéfiniment dans ses sculptures. Quand l’on sait l’importance primordiale des mots à ce moment à Paris, après Dada, après Duchamp, sans compter le lettrisme, et le Nouveau Réalisme, on ne s’étonne guère de l’amitié qui unissait Raymond Hains, ce grand manipulateur verbal et iconique, à Habbah. Habbah aborde dans le champ de l’art un palier conceptuel et matériel qui consiste, après avoir reconnu l’existence de l’objet, à aborder sa métamorphose, sa trituration. L’objet est littéralement retourné comme un gant, provoquant nombre de polysémies qui vont de l’orfèvrerie au sens dessus dessous ou à l’aspect aspect corporel liquide d’un Dali ou d’un Tanguy. Les dents de la fourchette forment parfois socle ou sont enchevêtrements et torsades, ou encore en « citant » un taureau de Picasso. »

— Marc Dachy, Paris, 2011

## Textes & articles
- Catalogue The Object Transformed de l'exposition au Museum of Modern Art de New York du 28 juin au 21 août 1966, avec une introduction de Mildred Constantine & Arthur Drexter.
- Claude Rivière, À la recherche de nouvelles gestuelles, Iris.time, mars 1966.
- Frédéric Mégret, Habbah, le sculpteur de Bagdad attaque « à la fourchette », Figaro Littéraire 14 avril 1966.
- Isis Simiane, Découverte des couverts avec Habbah à la galerie Christofle, La Revue Française des Bijoutiers-Horlogers no 377, septembre 1972 à propos de l'exposition Habbah à la Galerie Christofle (12 rue Royale, Paris).
- Maria Signorelli de Sanctis, Habbah, Centro Arte contemporanea di Venezia-Milano, 1978.
- Berto Morucchio, Catalogue de l'exposition "Métalmorphose" dans la galerie Graziussi, Venise, 1974.
- Yona Fischer, L'œil et la main : un masseur de petites figures, dans Habbah, le grand Maître des petites Figures, catalogue de l'exposition au Passage de Retz, 2004.